# 秋山亜由子
秋山 亜由子（あきやま あゆこ、1964年 - ）は、日本の漫画家、絵本作家。絵本執筆時は秋山あゆ子名義。

## 概要
東京都出身。多摩芸術学園芸能美術科中退。
1992年に『月刊漫画ガロ』 （青林堂）にて『一人娘』でデビュー。虫を題材とした漫画や絵本を執筆。昆虫と茅葺き屋根の民家をこよなく愛する。
代表作に『土蜘蛛草紙』『虫けら様』など。現在は絵本作家としても活躍している。絵本作品に『くものすおやぶん』シリーズや『お姫さまのアリの巣たんけん』など。
2021年10月23日から12月28日まで、長野県岡谷市のイルフ童画館にて「秋山あゆ子展 絵に宿る虫しぐれ」が開催された。

## 作品リスト

### 漫画
- 『虫けら様』（青林工藝舎2002年）ISBN 978-4883791057
  - 『虫けら様』（筑摩書房 ちくま文庫 2015年）ISBN 978-4480432926
- 『こんちゅう稼業』 (青林工藝舎2003年) ISBN 978-4883791293
- 『小てんぐ小太郎』 (福音館書店 おおきなポケット付録)

### 絵本
- お姫さまくもに会う (福音館書店 1999年10月) たくさんのふしぎ175号
- くものすおやぶんとりものちょう (福音館書店 2005年10月)ISBN 978-4834021493
- お姫さまのアリの巣たんけん (福音館書店 2007年1月)ISBN 978-4834022339
- みつばちみつひめ てんやわんやおてつだいの巻 (ブロンズ新社 2008年5月)ISBN 978-4893094391
- くものすおやぶんほとけのさばき (福音館書店 2010年4月)ISBN 978-4834025460
- みつばちみつひめ どどんとなつまつりの巻 (ブロンズ新社 2010年7月)ISBN 978-4893094902
- オトシブミのふむふむくん (福音館書店 2022年2月)こどものとも2022年2月号　おの りえん 文 / 秋山 あゆ子 絵

### その他
- 虫のいどころ 人のいどころ (理論社) おのりえん 作 秋山あゆ子 絵
- 虫のお知らせ (理論社) おのりえん 作 秋山あゆ子 絵
- 虫愛づる姫もどき (理論社) おのりえん 作 秋山あゆ子 絵